# Catarhoe anerythreia
Catarhoe anerythreia là một loài bướm đêm trong họ Geometridae.